# 朱集镇 (社旗县)
朱集镇，是中华人民共和国河南省南阳市社旗县下辖的一个乡镇级行政单位。

## 行政区划
朱集镇下辖以下地区：
朱集村、王卯村、齐庄村、古城村、王老庄村、袁老庄村、苟庄村、前张村、李黄村、端公村、薛岗村、茨元村、雷庄村、坟堂村、许庄村、田庄村、梁庄村、各庄村、后李庄村、泥河赵村、杨庄村、段洼村、耿庄村、李安村、殷河村、牛庄村和邓岗村。